# L'Ajoupa-Bouillon
L'Ajoupa-Bouillon är en ort och kommun i Martinique. Den ligger i den norra delen av Martinique, 24 km norr om huvudstaden Fort-de-France.